# SN 2011jh
SN 2011jh – supernowa typu Ia, odkryta 22 grudnia 2011 roku w galaktyce NGC 4682. W momencie odkrycia, miała maksymalną jasność 16,7m.